# Esa no soy yo
Esa no soy yo es una telenovela dramática chilena creada por Camila Villagrán y Malú Urriola coproducida por Televisión Nacional de Chile y DDRío Televisión. Se estrenó el 24 de agosto de 2015, y concluyó el 11 de abril de 2016. La historia aborda temas como la suplantación de identidad, la corrupción y el clasismo.
Protagonizada por Camila Hirane en el doble papel titular, junto a Matías Oviedo y Cristián Carvajal en roles masculinos centrales, y con Claudia Pérez en el rol antagónico.

## Sinopsis
La historia sigue a Judith, una joven peluquera de barrio que decide suplantar a su gemela fallecida para descubrir quién la mató. En su búsqueda de la verdad, se ve envuelta en traiciones, secretos y muertes, mientras queda atrapada en la glamurosa vida de su hermana.

## Reparto
Una lista completa del reparto confirmado se publicó a través de Televisión Nacional de Chile el 11 de agosto de 2015.

### Principales
- Camila Hirane como Judith Marín / Anahí Marín[6]
- Matías Oviedo como Alfredo Labarca[7]
- Cristián Carvajal como Julio Chávez
- Claudia Pérez como Antonia Del Mazo
- Luis Uribe como Brian Salinas
- Mónica Carrasco como Hortensia Salinas
- Patricio Achurra como Ramón Marín
- Carmen Disa Gutiérrez como Socorro Espinoza
- Javiera Hernández como Gilda Münch[8]
- Antonio Campos Di Girolamo como Claudio Labarca
- Nathalia Aragonese como Érika Gallo[9]
- Valentina Carvajal como Celina Labarca
- Marcelo Valdivieso como Manuel González
- Paulina Eguiluz como Lorena Pino
- Nicolás Pérez como Jonathan Pérez
- Camila Núñez como Nataly Espejo

## Producción
Alejandro Burr, productor ejecutivo del proyecto, trabajó junto a la guionista Camila Villagrán en la creación de una comedia dramática para suceder La Chúcara en el horario diurno. La trama, que mezcla géneros dramáticos y policiales, gira en torno a la suplantación de identidad tras la muerte de una de las gemelas. El 3 de agosto, Vicente Sabatini asumió el cargo de director de Ficción en Televisión Nacional, encargándose de supervisar la realización de la telenovela desde su rol ejecutivo.
Originalmente titulada En tu vida, la telenovela fue renombrada Esa no soy yo.Las grabaciones comenzaron a principios de junio en los estudios de la cadena, así como en las localidades de Providencia y Las Condes. El 26 de noviembre, las grabaciones llegaron a su fin.

### Casting
A principios de 2015, los ejecutivos iniciaron el casting para los papeles protagónicos con Camila Hirane y Diego Muñoz. El 29 de abril de ese mismo año, Televisión Nacional oficializó la contratación de Hirane para el rol principal. "Es una gran actriz y realizó un excelente casting; entendió perfectamente al personaje", expresó Alejandro Burr. Por su parte, Camila Hirane señaló: "Nunca he interpretado personajes ligeros, por lo que me siento completamente preparada para asumir este desafío". En cuanto a Diego Muñoz, tras un desacuerdo en las negociaciones, abandonó el proyecto, y Matías Oviedo asumió el papel principal. A mediados de mayo, Claudia Pérez, Javiera Hernández y Valentina Carvajal se unieron al reparto.

## Promoción
El 15 de julio de 2015, TVN comenzó la promoción con un teaser con los rostros de sus protagonistas y la frase “La vida de su gemela ahora es la suya”, y fue musicalizada por una versión moderna “Yo no soy esa” de Mari Trini.
El 23 de julio de 2015, TVN lanzó el primer spot de la telenovela, en el que se ve cómo Judith (Camila Hirane) va en busca de su hermana, Anahí, pero la encuentra muerta en un hotel de Santiago. Ella decide vengarla, y para hacer posible eso, solo ve una opción: reemplazarla. Pero, ella no sabía que ese día iba a casarse, por lo que su mejor amiga la lleva a que se case con Alfredo Labarca (Matías Oviedo). Todo esto pasa, mientras la promoción es musicalizada con el tema "Yo no soy esa" interpretado por la banda La Guacha. El 13 de agosto de 2015, TVN lanza al finalizar "La chúcara", una promoción extendida con escenas de la telenovela. Todo comienza, cuando Nataly Espejo, la peluquera y socia de Judith, va a decirle, que su expareja el "Negro" Brian, está libre. Al darse cuenta, de esto el padre de Judith se lleva a su hija a un hotel para su protección junto a su gemela, Anahí, una mujer que consiguió todo el dinero engañando a la gente que conoce. Pero, al llegar, encuentra a su hermana muerta, asustada, decide suplantar a su hermana. Pero, ella no sabía que su boda sería el mismo día.
Durante la tarde del 19 de agosto de 2015, la página web adquiere un nuevo estilo y se mencionan con ellos a los personajes, sección de imperdibles y extras, entre otras cosas. Además, se informa que el estreno de la telenovela sería el 24 de agosto del 2015.

## Audiencia
| Año  | Emisión original     | Emisión original | Emisión original    | Emisión original | Espectadores | Total cuota% |
| Año  | Estreno              | Cuota%           | Término             | Cuota%           | Espectadores | Total cuota% |
| ---- | -------------------- | ---------------- | ------------------- | ---------------- | ------------ | ------------ |
| 2015 | 24 de agosto de 2015 | 10,8%            | 11 de abril de 2016 | 5,4%             | —            | 5,7%         |

## Premios y nominaciones
| Año  | Premio           | Categoría               | Nominados         | Resultados |
| ---- | ---------------- | ----------------------- | ----------------- | ---------- |
| 2016 | Premios Caleuche | Mejor actor protagónico | Cristián Carvajal | Ganador    |